# Victor Courtney
Victor Courtney var en journalist från Western Australia.